# 大卫·W·迪默
大卫·W·迪默（英語：David Wilson Deamer，1939年4月21日—）是一位美国生物学家，加利福尼亞大學聖塔克魯茲分校教授，专攻生命起源，知名于对默奇森陨石的研究，1985年获古根海姆獎。